# Prasonica hamata
Prasonica hamata là một loài nhện trong họ Araneidae.
Loài này thuộc chi Prasonica. Prasonica hamata được Tord Tamerlan Teodor Thorell miêu tả năm 1899.